# Pierre-Pascal Aubin
Pierre-Pascal Aubin es un escultor contemporáneo francés, conocido también como DIXIMUS; nació el 8 de julio de 1941 en Enghien-les-Bains.

## Datos biográficos
Premios
Obtuvo el Gran Premio de escultura artística en la Casa de Velázquez de Madrid. Residió en la capital de España en 1972 y 1973.
Exposiciones
En el año 1973, presentó junto a sus compañeros becarios de la Casa de Velázquez, una exposición colectiva en el Museo Provincial. En la muestra hubo esculturas de Pierre-Pascal Aubin y de Serge Santucci.

## Obras
Entre las obras de Aubin se encuentra la titulada "Complémentarité", adquirida por el ayuntamiento de Breteuil en el año 1976 e instalada en el colegio de secundaria de la localidad. Se trata de una escultura tallada en piedra de Caravaca.